# Närkes runinskrifter 15
Runinskrift Nä 15, eller Åsbystenen, är ett runristat stenblock som ligger i Åsby i Stora Mellösa socken, Örebro kommun i Närke. 

## Runblocket
Materialet är grå granit och ristningen är antagligen från slutet av 1000-talet, från sekelskiftet 1100 eller från början av 1100-talet och nämns för första gången i en rannsakning från 1667. Inskriften som är innesluten av en ormslinga är svårt skadad av vittring. Dessutom verkar inte ristaren ha varit särskilt skicklig på sitt hantverk och detta tillsammans med vittringskadorna gör den väldigt svårtolkad, vilket särskilt gäller skriftens avslutande del. Sven B. F. Janssons tolkning i Närkes runinskrifter följer på inskriften nedan:

## Inskriften
Runsvenska: anuatr : let : hika : sten : þana : eftR : bul(i) : --þur : --n : han : uaþ : tuþ : i : uinyu : þ- : f-...(u)biu a-s-uar :
Normaliserad: Anundr (eller Arnhvatr?) let haggva stæin þenna æftiR Bolla, [fa]ður [si]nn. Hann varð dauðr i Vinøyu ...
Nusvenska: "Anund(?) lät hugga denna sten efter Bolle, sin fader. Han blev död på Vinön ..."

Inskriften är alltså utförd på uppdrag av anuatr till minne av hans far Bolle, som dog på Vinön. Vinön som är Hjälmarens största ö ligger cirka sju kilometer från runblocket Nä 15.
Olika forskare har tolkat anuatr på olika sätt men Jansson anser att det är mest troligt att ristaren har gjort det vanliga misstaget att förväxla de snarlika a- och n-runorna och att det alltså ska tolkas som Anundr och inte som Arnhvatr  vilket Evert Salberger föreslagit.